# Coupe du monde des clubs de la FIFA 2007
Navigation
Japon 2006 Japon 2008
La Coupe du monde des clubs 2007 est la quatrième édition de la Coupe du monde des clubs de la FIFA. Elle s'est tenue du 7 au 16 décembre 2007 au Japon, pour la troisième fois de son histoire.
Les clubs champions continentaux des six confédérations continentales de football disputent le tournoi en compagnie du Sepahan Ispahan, qualifié en tant que finaliste de la Ligue des Champions de l'AFC 2007, l'Urawa Red Diamonds étant champion d'Asie et du Japon.
Le Milan AC remporte la finale de la compétition en battant par quatre buts à deux le Boca Juniors, avec notamment à un doublé de Filippo Inzaghi.

## Clubs qualifiés
Les équipes participant à la compétition, sont les vainqueurs des plus grandes compétitions inter-clubs de chaque confédération. 
Le comité exécutif de la FIFA introduit un tour supplémentaire en début de compétition entre le club champion du pays hôte et le vainqueur de la Ligue des champions d'Océanie puisqu'il ne reste plus que des clubs amateurs dans la confédération océanienne depuis que l'Australie a quitté l'OFC pour la confédération asiatique.
| Club                     | Pays                     | Confédération            | Épreuve qualificative                         |
| Rentrent en demi-finales | Rentrent en demi-finales | Rentrent en demi-finales | Rentrent en demi-finales                      |
| ------------------------ | ------------------------ | ------------------------ | --------------------------------------------- |
| Boca Juniors             | Argentine                | CONMEBOL                 | Copa Libertadores 2007                        |
| Milan AC                 | Italie                   | UEFA                     | Ligue des champions de l'UEFA 2006-2007       |
| Rentrent au second tour  |                          |                          |                                               |
| CF Pachuca               | Mexique                  | CONCACAF                 | Coupe des champions de la CONCACAF 2007       |
| Urawa Red Diamonds       | Japon                    | AFC                      | Ligue des champions de l'AFC 2007             |
| Étoile du Sahel          | Tunisie                  | CAF                      | Ligue des champions de la CAF 2007            |
| Rentrent au premier tour |                          |                          |                                               |
| Waitakere United         | Nouvelle-Zélande         | OFC                      | Ligue des champions de l'OFC 2007             |
| Sepahan Ispahan,         | Iran                     | AFC                      | Ligue des champions de l'AFC 2007 (finaliste) |

1. ↑  L'Urawa Red Diamonds est à la fois champion d'Asie et du Japon et accède directement au second tour. C'est le finaliste de la Ligue des champions d'Asie, le Sepahan Ispahan qui remplace le club du pays hôte au premier tour.

## Organisation
| \| Toyota Yokohama Tokyo \| Sites de la Coupe du monde des clubs 2007 |
| Toyota Yokohama Tokyo                                                 |

| Toyota Yokohama Tokyo |

| \| Toyota Yokohama Tokyo \| Sites de la Coupe du monde des clubs 2007 |
| Toyota Yokohama Tokyo                                                 |

| Toyota Yokohama Tokyo |

| Premier tour           | 7 décembre     |
| Second tour            | 9-10 décembre  |
| Demi-finales           | 12-13 décembre |
| Match pour la 3e place | 16 décembre    |
| Finale                 | 16 décembre    |

| Afrique - Coffi Codjia Assistants : - Evarist Menkouande - Celestin Ntagungira Asie - Mark Shield - Hiroyoshi Takayama Assistants : - Ben Wilson - Nathan Gibson Europe - Claus Bo Larsen Assistants : - Bill Hansen - Henryk Sonderby | CONCACAF - Marco Rodríguez Assistants : - Jose Luis Camargo - Pedro Rebollar Océanie - Peter O'Leary Assistants : - Brent Best - Matthew Taro CONMEBOL - Jorge Larrionda Assistants : - Mauricio Espinosa - Miguel Nievas |

## Tournoi
Les rencontres du tournoi se disputent selon les lois du jeu, qui sont les règles du football définies par l'International Football Association Board (IFAB).
En cas d'égalité à l'issue du temps réglementaire, une prolongation de 30 minutes est jouée (sauf pour le match pour la troisième place) et le cas échéant une séance de tirs au but.

### Tableau
|  | 1er tour            | 1er tour     |                        |                 | 2e tour              | 2e tour              |  |  | Demi-finales | Demi-finales |  |  | Finale                 | Finale |
|  | 7 décembre - Tokyo  |              |                        |                 |                      |                      |  |  |              |              |  |  |                        |        |
|  | Sepahan Ispahan     | 3            |                        |                 | 10 décembre - Toyota | 10 décembre - Toyota |  |  |              |              |  |  |                        |        |
|  | Sepahan Ispahan     | 3            |                        |                 | 10 décembre - Toyota | 10 décembre - Toyota |  |  |              |              |  |  |                        |        |
|  | Waitakere United    | 1            |                        |                 | Sepahan Ispahan      | 1                    |  |  |              |              |  |  |                        |        |
|  | Waitakere United    | 1            | 13 décembre - Yokohama |                 | Sepahan Ispahan      | 1                    |  |  |              |              |  |  |                        |        |
|  |                     |              |                        |                 | Urawa Red            | 3                    |  |  |              |              |  |  |                        |        |
|  | Urawa Red           | 0            |                        |                 | Urawa Red            | 3                    |  |  |              |              |  |  |                        |        |
|  | Urawa Red           | 0            |                        |                 |                      |                      |  |  |              |              |  |  |                        |        |
|  |                     |              | Milan AC               | 1               |                      |                      |  |  |              |              |  |  |                        |        |
|  |                     |              | Milan AC               | 1               |                      |                      |  |  |              |              |  |  |                        |        |
|  |                     |              | 16 décembre - Yokohama |                 |                      |                      |  |  |              |              |  |  |                        |        |
|  |                     |              |                        |                 |                      |                      |  |  |              |              |  |  |                        |        |
|  | Milan AC            | 4            |                        |                 |                      |                      |  |  |              |              |  |  |                        |        |
|  | Milan AC            | 4            | 9 décembre - Tokyo     |                 |                      |                      |  |  |              |              |  |  |                        |        |
|  |                     | Boca Juniors | 2                      |                 |                      |                      |  |  |              |              |  |  |                        |        |
|  |                     |              | 2                      | Étoile du Sahel | 1                    |                      |  |  |              |              |  |  |                        |        |
|  | 12 décembre - Tokyo |              |                        | Étoile du Sahel | 1                    |                      |  |  |              |              |  |  |                        |        |
|  |                     | CF Pachuca   | 0                      |                 |                      |                      |  |  |              |              |  |  |                        |        |
|  | Étoile du Sahel     | CF Pachuca   | 0                      | 0               |                      |                      |  |  |              |              |  |  |                        |        |
|  | Étoile du Sahel     |              | Troisième place        | 0               |                      |                      |  |  |              |              |  |  |                        |        |
|  |                     |              | Boca Juniors           | 1               |                      |                      |  |  |              |              |  |  |                        |        |
|  | Urawa Red           | 2 tab(4)     | Boca Juniors           | 1               |                      |                      |  |  |              |              |  |  |                        |        |
|  | Urawa Red           | 2 tab(4)     |                        |                 |                      |                      |  |  |              |              |  |  |                        |        |
|  | Étoile du Sahel     | 2 (2)        |                        |                 |                      |                      |  |  |              |              |  |  |                        |        |
|  | Étoile du Sahel     | 2 (2)        |                        |                 |                      |                      |  |  |              |              |  |  |                        |        |
|  |                     |              |                        |                 |                      |                      |  |  |              |              |  |  | 16 décembre - Yokohama |        |

### Premier tour
| 7 décembre 2007 | Sepahan Ispahan                       | 3 – 1   | Waitakere United      | Stade National, Tokyo                            |                                                  |
| 19 h 45 (UTC+9) | Emad Mohammed 3e 4e · Abu Al-Hail 47e | (2 – 0) | 74e (csc) Hadi Aghili | Spectateurs : 24 788 Arbitrage : Marco Rodríguez | Spectateurs : 24 788 Arbitrage : Marco Rodríguez |
| 19 h 45 (UTC+9) | Rapport                               |         |                       | Spectateurs : 24 788 Arbitrage : Marco Rodríguez | Spectateurs : 24 788 Arbitrage : Marco Rodríguez |

### Second tour
| 9 décembre 2007 | Étoile du Sahel  | 1 – 0   | CF Pachuca | Stade National, Tokyo                        |                                              |
| 14 h 45 (UTC+9) | Moussa Narry 85e | (0 – 0) |            | Spectateurs : 34 934 Arbitrage : Mark Shield | Spectateurs : 34 934 Arbitrage : Mark Shield |
| 14 h 45 (UTC+9) | Rapport          |         |            | Spectateurs : 34 934 Arbitrage : Mark Shield | Spectateurs : 34 934 Arbitrage : Mark Shield |

| 10 décembre 2007 | Sepahan Ispahan         | 1 – 3   | Urawa Red Diamonds                                          | Stade de Toyota, Toyota City                  |                                               |
| 19 h 30 (UTC+9)  | Mahmoud Karimi (en) 80e | (0 – 1) | 32e Yuichiro Nagai · 54e Washington · 70e (csc) Hadi Aghili | Spectateurs : 33 263 Arbitrage : Coffi Codjia | Spectateurs : 33 263 Arbitrage : Coffi Codjia |
| 19 h 30 (UTC+9)  | Rapport                 |         |                                                             | Spectateurs : 33 263 Arbitrage : Coffi Codjia | Spectateurs : 33 263 Arbitrage : Coffi Codjia |

### Demi-finales
| 12 décembre 2007 | Boca Juniors     | 1 – 0   | Étoile du Sahel | Stade National, Tokyo                            |                                                  |
| 19 h 30 (UTC+9)  | Neri Cardozo 37e | (1 – 0) |                 | Spectateurs : 37 255 Arbitrage : Claus Bo Larsen | Spectateurs : 37 255 Arbitrage : Claus Bo Larsen |
| 19 h 30 (UTC+9)  | Rapport          |         |                 | Spectateurs : 37 255 Arbitrage : Claus Bo Larsen | Spectateurs : 37 255 Arbitrage : Claus Bo Larsen |

| 13 décembre 2007 | Milan AC             | 1 – 0   | Urawa Red Diamonds | Stade de Toyota, Toyota City                     |                                                  |
| 19 h 30 (UTC+9)  | Clarence Seedorf 68e | (0 – 0) |                    | Spectateurs : 67 005 Arbitrage : Jorge Larrionda | Spectateurs : 67 005 Arbitrage : Jorge Larrionda |
| 19 h 30 (UTC+9)  | Rapport              |         |                    | Spectateurs : 67 005 Arbitrage : Jorge Larrionda | Spectateurs : 67 005 Arbitrage : Jorge Larrionda |

### Match pour la3eplace
| 16 décembre 2007 | Urawa Red Diamonds                                      | 2 – 2             | Étoile du Sahel                                                     | Stade Nissan, Yokohama                         |                                                |
| 16 h (UTC+9)     | Washington 35e 70e                                      | (1 – 1)           | 5e (pen.) Saber Ben Frej · 80e Mohamed Amine Chermiti               | Spectateurs : 53 363 Arbitrage : Peter O'Leary | Spectateurs : 53 363 Arbitrage : Peter O'Leary |
| 16 h (UTC+9)     | Rapport                                                 |                   |                                                                     | Spectateurs : 53 363 Arbitrage : Peter O'Leary | Spectateurs : 53 363 Arbitrage : Peter O'Leary |
| 16 h (UTC+9)     | Washington · Yūki Abe · Yuichiro Nagai · Hajime Hosogai | Tirs au but 4 – 2 | Mohamed Ali Nafkha · Saïf Ghezal · Bassem Ben Nasser · Mejdi Traoui | Spectateurs : 53 363 Arbitrage : Peter O'Leary | Spectateurs : 53 363 Arbitrage : Peter O'Leary |

### Finale
| 16 décembre 2007 | Boca Juniors                            | 2 - 4   | Milan AC                                                  | Stade Nissan, Yokohama | |
| 19 h 30 (UTC+9)  | 22e Rodrigo Palacio · 85e Pablo Ledesma | (1 – 1) | Filippo Inzaghi 21e 71e · Alessandro Nesta 50e · Kaká 61e | Spectateurs : 68 263 Arbitrage : Marco Rodríguez (Principal) José Luis Camargo (Assistant) Pedro Rebollar (Assistant) Mark Shield (Quatrième) | Spectateurs : 68 263 Arbitrage : Marco Rodríguez (Principal) José Luis Camargo (Assistant) Pedro Rebollar (Assistant) Mark Shield (Quatrième) |
| 19 h 30 (UTC+9)  | Rapport                                 |         |                                                           | Spectateurs : 68 263 Arbitrage : Marco Rodríguez (Principal) José Luis Camargo (Assistant) Pedro Rebollar (Assistant) Mark Shield (Quatrième) | Spectateurs : 68 263 Arbitrage : Marco Rodríguez (Principal) José Luis Camargo (Assistant) Pedro Rebollar (Assistant) Mark Shield (Quatrième) |

| Boca Juniors | Milan AC |

| G                  | 12 | Mauricio Caranta    |  |             |
| D                  | 3  | Claudio Morel       |  |             |
| D                  | 4  | Hugo Ibarra         |  | 40e         |
| D                  | 20 | Jonathan Maidana    |  |             |
| D                  | 29 | Gabriel Paletta     |  | 73e         |
| M                  | 5  | Sebastian Battaglia |  | 55e         |
| M                  | 15 | Álvaro González     |  | 67e         |
| M                  | 19 | Neri Cardozo        |  | 68e         |
| M                  | 24 | Éver Banega         |  |             |
| A                  | 14 | Rodrigo Palacio     |  | 22e         |
| A                  | 18 | Martín Palermo      |  |             |
| Remplaçants :      |    |                     |  |             |
| M                  | 8  | Pablo Ledesma       |  | 67e 85e 88e |
| M                  | 11 | Leandro Gracián     |  | 68e         |
| Entraineur :       |    |                     |  |             |
| Miguel Angel Russo |    |                     |  |             |

| G               | 1  | Dida              |  |             |
| D               | 3  | Paolo Maldini     |  |             |
| D               | 4  | Kakha Kaladze     |  | 78e         |
| D               | 13 | Alessandro Nesta  |  | 50e         |
| D               | 25 | Daniele Bonera    |  |             |
| M               | 8  | Gennaro Gattuso   |  | 65e         |
| M               | 10 | Clarence Seedorf  |  | 87e         |
| M               | 21 | Andrea Pirlo      |  |             |
| M               | 23 | Massimo Ambrosini |  | 22e         |
| A               | 9  | Filippo Inzaghi   |  | 21e 71e 76e |
| A               | 22 | Kaká              |  | 61e 62e     |
| Remplaçants :   |    |                   |  |             |
| D               | 2  | Cafú              |  | 76e         |
| M               | 5  | Emerson           |  | 65e         |
| M               | 32 | Cristian Brocchi  |  | 87e         |
| Entraineur :    |    |                   |  |             |
| Carlo Ancelotti |    |                   |  |             |

## Récompenses
| Rang | Club               | Pays             | Prime       |
| ---- | ------------------ | ---------------- | ----------- |
| 1    | Milan AC           | Italie           | 5 000 000 $ |
| 2    | Boca Juniors       | Argentine        | 4 000 000 $ |
| 3    | Urawa Red Diamonds | Japon            | 2 500 000 $ |
| 4    | Étoile du Sahel    | Tunisie          | 2 000 000 $ |
| 5    | CF Pachuca         | Mexique          | 1 500 000 $ |
| 5    | Sepahan Ispahan    | Iran             | 1 000 000 $ |
| 7    | Waitakere United   | Nouvelle-Zélande | 500 000 $   |

| Prix              | Lauréat            | Club               |
| ----------------- | ------------------ | ------------------ |
| Ballon d'or       | Kaká               | Milan AC           |
| Ballon d'argent   | Clarence Seedorf   | Milan AC           |
| Ballon de bronze  | Rodrigo Palacio    | Boca Juniors       |
| Prix du fair-play | Urawa Red Diamonds | Urawa Red Diamonds |

## Classement des buteurs
| Rang | Joueur          | Club               | Buts |
| ---- | --------------- | ------------------ | ---- |
| 1    | Washington      | Urawa Red Diamonds | 3    |
| 2    | Filippo Inzaghi | Milan AC           | 2    |
| 2    | Emad Mohammed   | Sepahan Ispahan    | 2    |

| Joueurs ayant inscrit un but | Joueurs ayant inscrit un but | Joueurs ayant inscrit un but | Joueurs ayant inscrit un but |
| ---------------------------- | ---------------------------- | ---------------------------- | ---------------------------- |
| 4                            | Abu Al-Hail                  | Sepahan Ispahan              | 1                            |
| 4                            | Saber Ben Frej               | Étoile du Sahel              | 1                            |
| 4                            | Neri Cardozo                 | Boca Juniors                 | 1                            |
| 4                            | Mohamed Amine Chermiti       | Étoile du Sahel              | 1                            |
| 4                            | Kaká                         | Milan AC                     | 1                            |
| 4                            | Mahmoud Karimi (en)          | Sepahan Ispahan              | 1                            |
| 4                            | Yuichiro Nagai               | Urawa Red Diamonds           | 1                            |
| 4                            | Moussa Narry                 | Étoile du Sahel              | 1                            |
| 4                            | Alessandro Nesta             | Milan AC                     | 1                            |
| 4                            | Rodrigo Palacio              | Boca Juniors                 | 1                            |
| 4                            | Clarence Seedorf             | Milan AC                     | 1                            |